# Pioneer-Venus 2
Pioneer – Venus 2, též uváděna jako Pioneer 13 či Pioneer Venus Multiprobe, je bezpilotní sonda z roku 1978 organizace NASA z USA určená k průzkumu planety Venuše. Celý projekt programu Pioneer připravila Jet Propulsion Laboratory (JPL) v Pasadeně u Los Angeles. Označení dle katalogu COSPAR dostala při startu 1978-078A.

## Program
S pomocí sondy zajistit průzkum atmosféry i povrchu pomocí přístrojových pouzder, získat další informace o planetě.

## Konstrukce sondy
Sondu typu Hughes 507 vyrobila firma Hughes Aircraft, stejně jako její předchůdkyni Pioneer-Venus 1. Hmotnost při startu měla 904 kg, v závěru mise prázdná 260 kg. Měla tvar nízkého válce o průměru 2,5 m a výšce 1,2 m. V jeho horní části byla umístěna plošina nesoucí přístroje umožňující vědecké experimenty a čtyři přistávací pouzdra, která se oddělovala pružinami při zvýšení rotace sondy. Potřebné změny dráhy a natočení byly prováděny pomocí soustavy trysek, pohonnou látkou byl hydrazin. Plášť sondy byl pokryt řadou slunečních článků, schopných dodávat až 241 W pro chod aparatur.

## Průběh letu
Po startu s raketou Atlas – Centaur D-1AR (SLV-3D) 8. srpna 1978 z rampy LC-36A kosmodromu Eastern Test Range na Floridě se dostala na meziplanetární dráhu. Po ní absolvovala třetinu oběhu kolem Slunce a odtud doletěla v listopadu 1978 k planetě Venuši.
Dne 16. listopadu 1978 se od sondy oddělilo nejdříve velké přistávací pouzdro, o čtyři dny později zbývající tři malá pouzdra. Každé z pouzder i oba zbytky rakety získaly po oddělení od hlavní části sondy v katalogu COSPAR svá vlastní číselná označení.
Velké přistávací pouzdro o hmotnosti 316 kg se po aerodynamickém zbrzdění s přetížením 323 G sneslo nad osvětlenou částí planety v oblasti rovníku s použitím padáku, který se později oddělil. Pak pouzdro padalo 56 minut volným pádem na povrch a přitom po část letu vysílalo informace o naměřených hodnotách rovnou na Zemi.
Tři malá pouzdra, každé o hmotnosti 93 kg, vstoupila do atmosféry 9. prosince 1978. Nebyla vybavena padáky, byl to tedy volný pád trvající asi 59 minut. Každé dopadlo na jiné místo planety a během letu podávalo informace z měření také rovnou na Zemi. Jedno z pouzder neplánovaně vysílalo ještě 67 minut z povrchu planety, než díky nárůstu vnitřní teploty přes 127 °C přestalo fungovat.
Dne 9. prosince 1978 byla sonda nasměrována na denní stranu Venuše. Díky přitažlivosti planety se dostala do atmosféry, kde shořela ve výšce asi 165 km nad povrchem. Až do té doby stále podávala na Zemi informace získané svými přístroji.
Celá mise byla velmi zdařilá. Program Pioneer byl tímto letem ukončen.